# Spatholirion
Spatholirion Ridl. – rodzaj roślin z rodziny komelinowatych. Obejmuje sześć gatunków występujących w południowych Chinach, Tajlandii, Wietnamie i Malezji.
Nazwa naukowa rodzaju pochodzi od greckich słów σπάθη (spathi – rodzaj miecza, także rodzaj podsadki) i λείριων (leirion – lilia).

## Morfologia

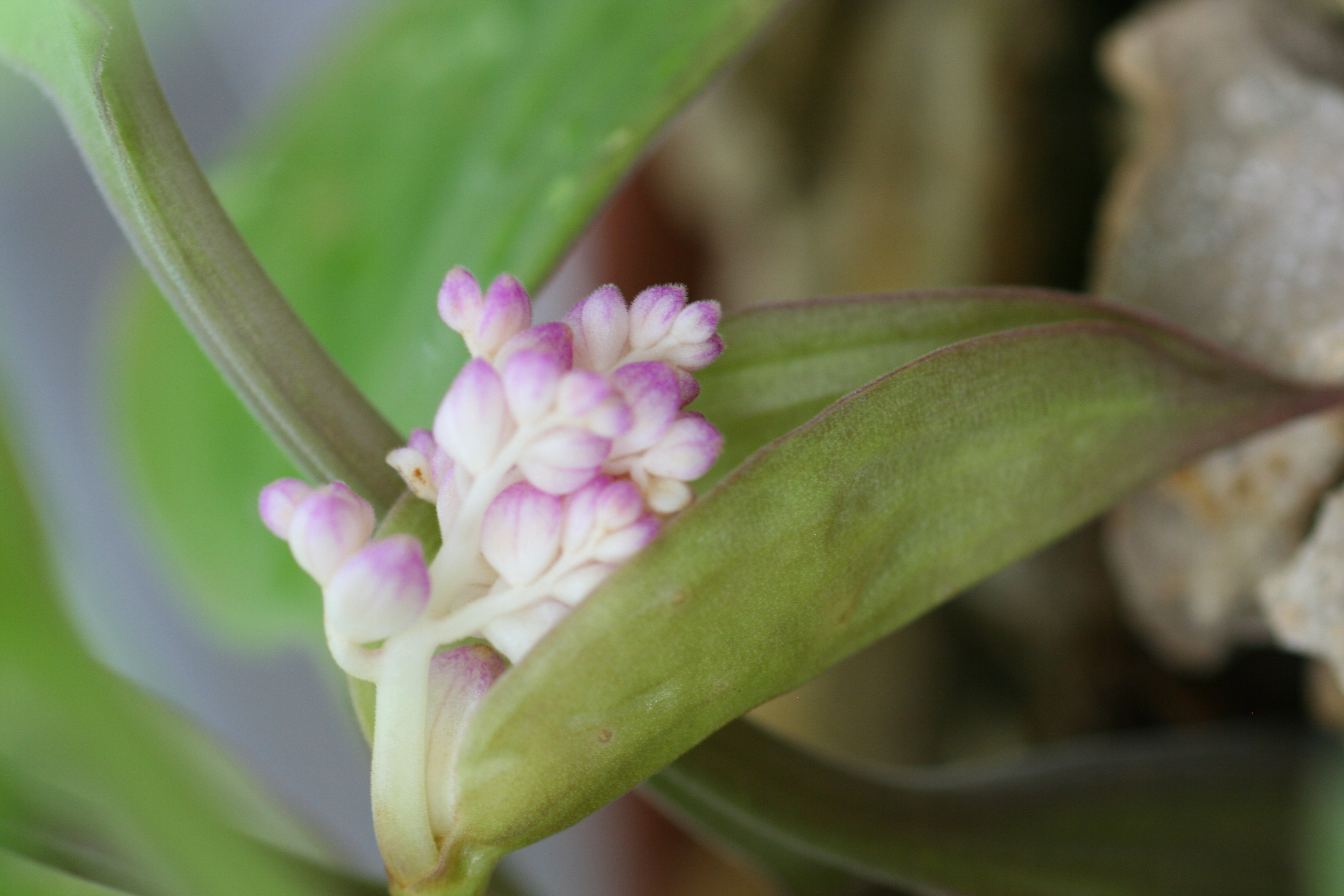
Kwiat Spatholirion calcicola

PokrójWieloletnie, pnące lub wzniesione rośliny zielne.
LiścieUlistnienie naprzemianległe.
KwiatyWyrastają w dwurzędkach zebranych licznie w wydłużoną wiechę (tyrs), wyłaniającą się z ujścia pochwy liściowej (ale nie przebijając jej), naprzeciwlegle liścia. Najniżej położona dwurzędka wsparta jest dużą, liściowatą podsadką, składa się ona wyłącznie z kwiatów obupłciowych. Wyżej położone dwurzędki pozbawione są podsadki i składają się wyłącznie z kwiatów męskich. Okwiat promienisty. Listki zewnętrznego okółka wolne, łódkowate, kapturkowate wierzchołkowo; te wewnętrznego okółka wolne, szeroko równowąskie lub odwrotnie lancetowate, fioletowe lub białe. Sześć pręcików równej wielkości, o wełnistych nitkach. Pylniki elipsoidalne, pękające wzdłużnie. Zalążnia trójkomorowa, z 4–8 zalążkami w każdej komorze.
OwoceJajowate, trójgraniaste torebki.
Gatunki podobneRośliny z rodzaju Streptolirion, u których podsadki występują u wszystkich dwurzędek, kwiatostany wyrastają z każdego węzła łodygi, a zalążnia zawiera dwa zalążki w każdej komorze.

## Genetyka
Liczba chromosomów 2n wynosi 20.

## Systematyka
Pozycja systematycznaRodzaj z podplemienia Streptoliriinae w plemieniu Tradescantieae podrodziny Commelinoideae w rodzinie komelinowatych (Commelinaceae).
Wykaz gatunków
- Spatholirion calcicola K.Larsen & S.S.Larsen
- Spatholirion decumbens Fukuoka & N.Kurosaki
- Spatholirion elegans (Cherfils) C.Y.Wu
- Spatholirion longifolium Gagnep.) Dunn
- Spatholirion ornatum Ridl.
- Spatholirion puluongense Aver.

## Znaczenie użytkowe
Rośliny leczniczeW Chinach liście roślin z gatunku Spatholirion longifolium wykorzystywane są jako środek ściągający, stosowane do leczenia nieregularnych menstruacji oraz bólów głowy na tle nerwowym.